# Монтекьяро-д’Акви
Монтекьяро-д’Акви (итал. Montechiaro d'Acqui) — коммуна в Италии, располагается в регионе Пьемонт, в провинции Алессандрия.
Население составляет 582 человека (2008), плотность населения составляет 33 чел./км². Занимает площадь 18 км². Почтовый индекс — 15010. Телефонный код — 0144.
Покровителем коммуны почитается святой Георгий, празднование 23 апреля.

## Демография
Динамика населения:

## Города-побратимы
- Аспремон, Франция (2003)

## Администрация коммуны
- Официальный сайт: